# 五所八幡宮 (中井町)
五所八幡宮（ごしょはちまんぐう）は神奈川県足柄上郡中井町に鎮座する神社である。通称「五所宮（ごしょのみや）」。
4月29日の例大祭には珍しい「鷺の舞」が演じられる。また、当社は神奈川県神社庁による献幣使参向神社となっている。

## 祭神
- 主祭神：誉田別命（ほむだわけのみこと、応神天皇）
- 配祀神：神功皇后、仲哀天皇、高良玉垂命（こうらのたまだれのみこと）、猿田彦命、大日孁貴命、大山祇命、菅原道真公、須佐之男命、日本武尊、宇迦御魂命、武内宿禰、崇徳天皇、木花開耶姫命、伊弉冉命、建御名方命、高龗神、仁徳天皇、豊城入彦命、大国主命、大山咋命、倉稲魂命

## 歴史
保元2年（1157年）比叡山延暦寺の僧慈恵の門人である義圓が東国行脚の時、当町雑色村（ぞうしき）子の神の祠に一夜の宿を借り霊夢によって白鳩に導かれ、現在の地「龍頭丘（りゅうずがおか）の杜」に至り、ここに現われた童子（誉田別命）の霊言に従って勧請したと伝えられる。
五所宮の由来は八幡宮の勧請5番目とされるからであるという。

## 祭事
4月29日の例大祭（神幸祭）が行われる。この例大祭で演じられる「鷺の舞」は日本全国に3例しかないとされ、昭和52年（1977年）に「かながわの民俗芸能50選」及び中井町の文化財指定を受けた（指定第1号）。

## 境内社
- 後三社

## 文化財
（括弧内は指定の種別と年月日）
中井町指定
- 鷺の舞（無形文化財、昭和52年4月1日）
- 五所八幡宮奏楽（無形民俗文化財、昭和60年4月1日（指定第10号））
- 梵鐘（有形文化財、同上（指定第15号））

## 交通
- JR東日本国府津駅または二宮駅より神奈川中央交通バス「比奈窪」行きまたは「高尾」行き「五所の宮バス停」下車すぐ
- 西湘バイパス橘IC（上りのみ）約10分、または西湘二宮ICより 約15分